# Chotów (województwo łódzkie)
Chotów – wieś w Polsce położona w województwie łódzkim, w powiecie wieluńskim, w gminie Mokrsko. Znajduje się w odległości 6 km na zachód od Wielunia.

## Historia
Miejscowość historycznie należy do ziemi wieluńskiej oraz pierwotnie związana była z Wielkopolską. Ma metrykę średniowieczną i istnieje co najmniej od XIV wieku. Wymieniona pierwszy raz w dokumencie zapisanym po łacinie w 1308 pod nazwami "Chotow, Chothowo, Cothno" .
Miejscowość została odnotowana w historycznych dokumentach własnościowych, prawnych i podatkowych. Miejscowość była wsią szlachecką. W 1380 właścicielem miejscowości był niejaki Jakub. W latach 1411–1412 otrzymał on od wuja Bartosza, mieszczanina wieluńskiego pół młyna Dąbrowskiego. W 1413 wieś należała do Oraciusa, a w 1431 do Stanisława. W 1454 Katarzyna sprzedała Jakubowi z Opojowic pół młyna Dąbrowskiego. W 1511 wieś leżała w powiecie wieluńskim, a jej mieszkańcy płacili arcybiskupowi w ramach dziesięciny z 5 lub 5,5 łana po wiardunku oraz po mierze żyta i owsa. Dziesięcinę z pustek sprzedano za 8 grzywien. W 1459 wymieniana jest parafia chotowska. W 1497 Stanisław z Chotowa zastawił Annie Sarnowskiej z tej samej wsi część młyna i sadzawki w Jordanowskim Kącie za 10 florenów. W 1552 we wsi gospodarowało 19 kmieci, był także karczmarz. Jeden łan należał do sołtysa, a drugi do młynarza.  W 1520 kościół miał 1 łan, a pleban 2,5 łana .
Według Liber Beneficiorum Jana Łaskiego z 1521 r. był tu drewniany kościół, a do parafii należały wsie Chotów, Kurów, Turów i Słupsko. W 1520 r. wymienia się sołtysa i folwark sołtysi w Chotowie. W 1552 r. istnieje młyn. Chotów był nadal własnością szlachecką, Kurów i Turów zostały wsiami grodzkimi (Wielunia).
W życiu samego Chotowa zawsze ogromną rolę odgrywał folwark. W okresie międzywojennym liczył ok. 300 ha. Dworek był w pewnym sensie źródłem nowości, które docierały na wieś. Dużego żywota nabrały żywioły ludowe, zwłaszcza młodzież skupiona w "Wiciach".
II wojna światowa bolesnym piętnem odbiła się na ludności parafii. Niemcy niszczyli krzyże przydrożne, figurki w przydrożnych kapliczkach. Kościół zmieniono na magazyn, a ówczesnego proboszcza ks. Czarneckiego wywieziono do Dachau. Na plebanii zamieszkał Niemiec, nadzorca majątku i nowy gospodarz. W samej wsi po wysiedleniu mieszkańców w 1940 r. osiedlano Niemców ze wschodu. Po odzyskaniu niepodległości folwark został rozparcelowany, a w dworku po różnych zawirowaniach znalazło miejsce przedszkole i szkoła podstawowa.
W latach 1954–1959 wieś należała i była siedzibą władz gromady Chotów, po jej zniesieniu w gromadzie Turów. 
W latach 1975–1998 miejscowość administracyjnie należała do województwa sieradzkiego.

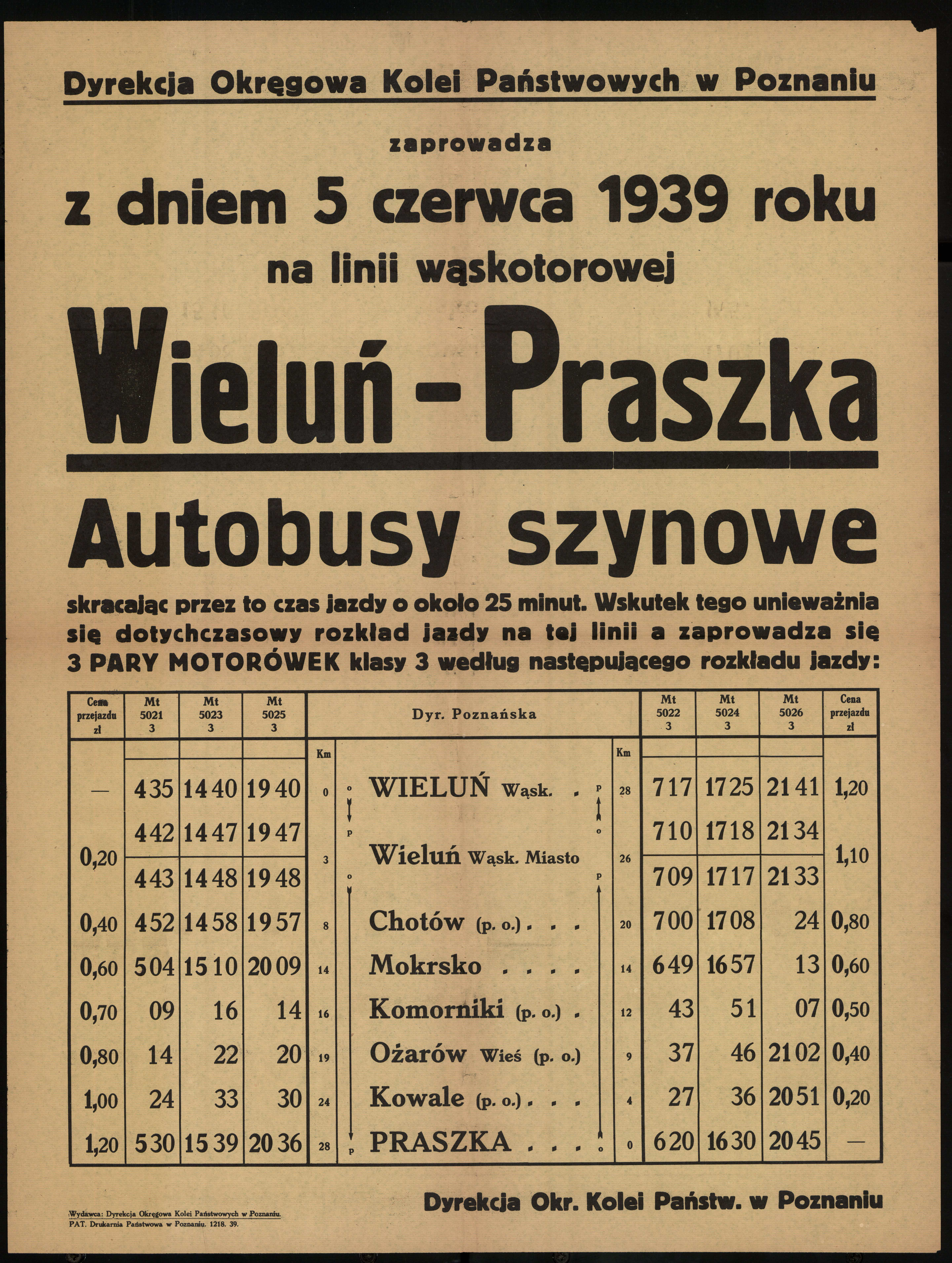
Afisz z 1939. Przystanek w Chotowie na trasie kolejowej między Wieluniem a Praszką.

## Zabytki
Kościół pw. św. Marcina – wpisano do rejestru zabytków 30 grudnia 1967 r. W starej parafii Chotów utworzonej zapewne w XIV w. istniał pierwotnie drewniany kościół zbudowany przypuszczalnie w tym samym miejscu co obecny, jednak spłonął. Nową, murowaną świątynię wzniesiono w latach 1616-1624 dzięki staraniom proboszcza Grzegorza Maniciusza. Jej konsekracja, dokonana przez biskupa Adama Goskiego nastąpiła rok później. Kościół jest orientowany, tzn. stojący na linii wschód-zachód, z prezbiterium znajdującym się od wschodu. Posiada cechy stylu późnorenesansowego. Kryty jest dachem dwuspadowym, który nad prezbiterium przechodzi w trzypasmowy. Początkowo świątynia posiadała dach wykonany z gontu, lecz w 1900 r. na jego miejsce założono blachę cynkową. Wieża, którą dobudowano w 1660 r., posiada ostrołukowe okna oraz stary zegar. Wieńczy ją barokowy hełm z latarnią, wykonany z blachy ocynkowanej, z kryciem w tzw. łuskę. Kościół okalają przypory, nazywane skarpami, pomiędzy którymi znajdują się okna zakończone owalnie. W pierwszym okresie istnienia świątyni okna były okrągłe, a powiększono je do wspomnianego kształtu na przełomie XIX i XX w. Podczas prac tynkarskich przeprowadzonych w 2000 r. nad oknami odkryto fragment sgraffitowego fryzu, który odsłonięto i częściowo zrekonstruowano. Od północy kościoła znajduje się zakrystia dobudowana w końcu XVIII w.
Wnętrze kościoła jest jednoprzęsłowe z arkadą tęczową oddzielającą prezbiterium od nawy. Na kolebkowym sklepieniu nawy i prezbiterium znajduje się późnorenesansowa dekoracja sztukatorska (stiukowa) w typie kalisko-lubelskim, o osnowie kratowo-kasetowej. Na jej zakończeniach znajdują się po dwie lub trzy stiukowe główki aniołków. Wyposażenie świątyni jest neobarokowe. Na przełomie XIX i XX w. na miejsce głównego ołtarza renesansowego z XVII w. wstawiono nowy. Wówczas sprawiono również ambonę i kamienną chrzcielnicę. Ołtarz zdobi obraz Matki Boskiej Częstochowskiej, w górnej jego części umieszczono Pietę oraz dwa aniołki. W pobliżu ołtarza, po jego bokach, stoją dwie duże rzeźby św. Piotra (z lewej) i św. Pawła. Na ścianach prezbiterium wyeksponowane są olejne obrazy. Jeden przedstawia patrona parafii św. Idziego Opata, a drugi Matkę Bożą stojącą pod krzyżem. Na ścianie, pod łukiem tęczowym zawieszony jest krucyfiks, który pierwotnie znajdował się na belce tęczowej, usuniętej ok. 1900 r. Godnymi uwagi są również dwa powojenne witraże, w oknach prezbiterium. W swej treści nawiązują do patronów kościoła i parafii; przedstawieni są w nich św. Marcin i św. Idzi. W kruchcie pod wieżą umieszczona jest tablica pamiątkowa, wykonana z czarnego marmuru, z tekstem poświęconym Księdzu Wincentemu Czarneckiemu, który zginął w Dachau.
W ogrodzie przyległym do plebanii znajduje się lipa drobnolistna o obwodzie 670 cm.
We wsi istnieje dwór prawdopodobnie z poł. XIX w. otoczony resztkami parku. Znajduje się w nim Szkoła Podstawowa. Obecnie jej dyrektorem jest Danuta Piasecka.

## Miejsce pamięci
Na chotowskim cmentarzu pochowany został strzelec 36 PP Legii Akademickiej z Warszawy 28 DP Armii "Łódź" Tadeusz Kamiński. Tablica z czarnego marmuru umieszczona jest na podstawie innego pomnika (z 1989 r.) Grób żołnierza znajdował się pierwotnie w innej części cmentarza. Granitowy pomnik składa się z dwóch tablic, po bokach i z tyłu nieforemnie obrobionych, przedzielonych wyższym od nich krzyżem. Na tablicy z prawej strony znajduje się ukoronowany orzeł i daty 1939 – 1989, a na tablicy z lewej strony tekst o następującej treści: "Ofiarom Katynia i poległym w obronie Wiary i Ojczyzny – Parafianie"

## Gospodarka
W pobliżu wsi znajdowała się kiedyś cegielnia.